# Michele Rizzo
Michele Rizzo (nacido en Dolo el 16 de septiembre de 1982) es un exjugador de rugby italiano, que jugaba habitualmente de pilier pero que también podía hacerlo de hooker. Fue miembro de la selección de rugby de Italia.
Se formó jugando para el Petrarca, equipo del que fue capitán durante dos temporadas (2007–08 y 2008–09).
El 23 de junio de 2014, Rizzo se cambió a los Leicester Tigers de la Aviva Premiership inglesa para la temporada 2014-15.
Seleccionado por su país para la Copa Mundial de Rugby de 2015, en el partido contra Canadá, que terminó con victoria italiana 18-23, Rizzo anotó un ensayo, el primero de los suyos en la selección.